# Lörby
Lörby – miejscowość (tätort) w Szwecji, w regionie administracyjnym (län) Blekinge, w gminie Sölvesborg.
Według danych Szwedzkiego Urzędu Statystycznego liczba ludności wyniosła: 264 (31 grudnia 2015), 273 (31 grudnia 2018) i 269 (31 grudnia 2019).